# Thomas Balthazar von Jessen
Thomas Balthazar von Jessen (født 4. juli 1648 i Store Vi, død 27. oktober 1731 på Deutsch-Nienhof) var en dansk oversekretær og diplomat, bror til Matthias Jessen.

## Uddannelse
Hans forældre var sognepræst Johannes Andreas Jessen (1594-1663, gift 1. gang 1625 med Margrethe Dame, 1605-1626) og Margrethe Lange (1609-1683). På fædreneside nedstammer Jessen fra en velhavende bondeslægt i Bredstedegnen, mens moderen var en patricierdatter fra Flensborg. I præstegården i Store Vi i Flensborg Amt, hvor faderen i over 40 år var sjælesørger, fødtes Theodor Balthazar Jessen. På et billede, som endnu findes i kirken, ser man hans portræt som lille dreng, omgivet af forældre og søskende. Skønt en stor børneflok opvoksede i hjemmet, fik han dog tillige med sin ovennævnte broder Matthias en omhyggelig undervisning. Da faderen døde, var han en 15 års discipel i Flensborg lærde Skole, men moderens pengemidler tillod hende dog at lade hans uddannelse fortsætte. Efter at have studeret ved flere fremmede universiteter, blandt andet i Leiden, hvor han blev immatrikuleret 1669, erhvervede han 1671 den juridiske licentiatgrad i Strasbourg.

## Karriere
Efter sin hjemkomst fik han 1673 ekspektance som sekretær i kancelliet i Glückstadt og ansattes derpå i Speyer, men på hertugen af Augustenborgs anbefaling kaldtes han hjem og anbragtes i Glückstadt (1675). To år senere blev han sekretær i Tyske Kancelli i København. Ved sin store arbejdsevne og betydelige stilistiske færdighed henledede han snart opmærksomheden på sig. I Conrad Biermann, under og med hvem han arbejdede, vandt han en indflydelsesrig velynder, der tog sig varmt af den fremadstræbende unge mand. Udnævnt 1679 til kammersekretær og kancelliråd fejrede Jessen 13. december 1680 i Sankt Petri Kirke sit bryllup med Biermanns 16-årige datter Elizabeth Biermann (10. juli 1664 i København - 1. februar 1729 på Gottorp Slot).
Som kancelliembedsmand har Jessen i en længere årrække udført et anstrengende og brydsomt arbejde. Det påhvilede ham at gennemlæse alle indkomne sager og forsyne dem med sine bemærkninger, ligesom han har konciperet ordlyden af de fleste traktater under Christian V's regering, hvortil også hans ypperlige sprogkundskaber gjorde ham særlig skikket. Anerkendelsen af hans gerning udeblev ikke heller. Sammen med sin svigerfader optoges han 29. oktober 1681 i den danske adelstand. Ved de indledende skridt til inddragelsen af hertugdømmet Slesvigs hertugelige del og dennes forening med den kongelige samt kongens hylding som enehertug 1684 indtog Jessen en fremskudt stilling. Som løn for hans virksomhed i denne sag udnævntes han til etatsråd og fik tillige et så indbringende embede som stallerposten i Ejdersted. I sin svigerfader, der 1682 var indtrådt i Konseillet, havde Jessen en trofast og sikker støtte. Skulder ved skulder arbejdede begge sammen og dannede et stærkt parti; det er derfor vanskeligt at holde begges diplomatiske virksomhed hver for sig. Da svigerfaderen, tidlig ældet, 1690 trak sig tilbage til Hamborg, førte Jessen stadig en særdeles flittig korrespondance med ham og søgte råd og hjælp hos den erfarne statsmand. Som hin, der havde gået i lære i den franske statsskole, nærede Jessen stærke sympatier for Frankrig og varetog ivrig dets interesser ved hoffet her hjemme.

### Oversekretær med mere
1688 var Jessen blevet udnævnt til oversekretær i Tyske Kancelli, og henholdsvis 1692 og 1695 fik han titel af først justitsråd og så gehejmeråd. 1690 blev han medlem af den permanente kommission, der senere blev til overrentekammeret, 1691 af den store kommission i rådstuen for Københavns Slot samt endelig 1693 af den store kommission til handelens fremme. 1692 blev han patron for Det kgl. akademi og året efter assessor i Højesteret.
Han var på den tid vistnok den eneste diplomat her, der fuldstændig var hjemme i de udenrigske sager. Uden egentlig som chef for det Tyske Kancelli at være medlem af Konseillet havde han dog så godt som stadig sæde i samme. I sin skildring af Jessen (1692) fremhæver Robert Molesworth, hvis træffende karakteristikker af danske statsmænd dog plettes af hans partiskhed, Jessens høflige væsen, overdrevne ydmyghed og lyst til selv at føre ordet, en omstændighed, der gav hans modstandere våben i hænde. Han indrømmer dog, at Jessen ved sin store flid og kyndighed i den udenlandske politik var den mest egnede mand til at beklæde denne post. I de diplomatiske tvistigheder, som Molesworths skrift affødte, spiller Jessen som den engelske diplomats ivrigste modstander en fremtrædende rolle. Ved dette fjendtlige forhold trak underhandlingerne med England i de derpå følgende år i langdrag. Tilbøjeligheden til at forhale og forvikle diplomatiske forhandlinger synes overhovedet at være et princip hos Jessen, som han havde tilegnet sig efter sin svigerfader. Jessen havde i årenes løb sluttet sig til Conrad Reventlow, der allerede 1686 i indviede kredse forventedes at blive Frederik Ahlefeldts efterfølger. Jessens skinsyge over Christian Siegfried von Plessens stigende magt og anseelse udviklede sig efterhånden til et erklæret had fra begge sider. Medens Jessen søgte at mistænkeliggøre ethvert af sin modstanders skridt, stræbte Plessen at vække dronningens uvilje mod Jessen.

### Fald fra magten
Tronskiftet 1699 blev skæbnesvangert for Jessen. Af et brev fra Christian Ditlev Reventlow fra august 1700 erfarer man, at hertugen af Württemberg på kongens spørgsmål om grunden til de udenlandske magters uvilje mod ham skal have svaret, at ingen mere ville forhandle med en mand som Jessen, der var kendt for sin træskhed. Kongen takkede hertugen for dette vink og ytrede, at han selv aldrig havde haft stor æstime for Jessen, og at hans fader, Christian V, aldrig havde benyttet ham i vigtige sager, men kun beholdt ham for hans rutines skyld. Hertugens råd at fjerne Jessen. Blev virkelig fulgt: 1. oktober blev han afskediget, og medens Christian von Lente, Plessens bedste ven, indtrådte i Konseillet, udnævntes Christian Sehested til Jessens efterfølger som oversekretær. Den offentlige mening synes at have tillagt Jessen andel i krigens udbrud, hvorfor svenskerne, for at hævne sig på ham, stak ild på broderens ejendomme i Altona.

### Dansk gesandt i Wien og Polen
Jessens fald kom, i følge hans egne udtalelser, ikke uventet, "men kunde dog være udført med mindre éclat". Mismodig over et sådant udfald af sine 25-årige "fatiguer" omgikkes Jessen en tid med planer om at søge tjeneste andensteds, men allerede i december samme år blev han akkrediteret som gesandt i Wien, hvor han 26. maj 1701 afsluttede en defensiv alliance mellem kejseren og Danmark på 10 år. Kort i forvejen havde Jessen i kongens navn taget hertugdømmet Holsten til len for kejserens trone. Hjemkommet fra Wien opholdt Jessen sig i årene 1702-03 dels i Hamborg, hvor han forhandlede med de derværende diplomater angående koadjutorvalget, dels, af sundhedshensyn, på sit gods i Holsten. Længe havde han (efter sin egen ytring) været i uvished om sin fremtidsskæbne, da han til sin store glæde fik overdraget en vigtig, men tillige yderst besværlig diplomatisk mission. I december 1703 blev han udnævnt til gesandt ved det polske hof med karakter af befuldmægtiget minister. Det var hans opgave at støtte kong Augusts vaklende trone ved at mægle forlig mellem ham og de oprørske polske magnater og afværge Sveriges fjendtlige anslag. Kort efter hans ankomst tvang urolighederne ham til i februar 1704 at flygte til Breslau. Da konføderationen i Warschau kort efter erklærede Polen for republik og August for afsat, opfordrede Jessen ham til ikke at lade sit rige i stikken ved at flygte til Sachsen. Uviljen over Stanislaus Leszczynskis kongevalg styrkede imidlertid atter augusts parti, og i forsamlingen i Sendomir tilbød Jessen i en tale, han holdt til konføderationen, sin konges garanti for freden. Augusts svævende holdning forhindrede ham imidlertid i at afslutte den påtænkte defensive alliance mellem begge konger. Jessens stilling blev derefter vanskeligere. Han søgte imidlertid at modarbejde Stanislaus' kroning og ivrede mod en partikulærfred, der skulle udelukke zarens deltagelse. Efter at freden mellem Sverige og Polen var sluttet i efteråret 1705, og Carl XII i årets sidste måneder var gået i vinterkvarter ved Warschau, begav Jessen sig til Danzig i anledning af Sveriges overgreb på byen. Først ud på sommeren 1706 rejste han fra Danzig ved rygtet om den forestående fred. Efter nogen tids ophold i Breslau træffer vi ham i november i Gross-Glogau, hvor han ivrig, men forgæves arbejdede for Johann Patkuls frigivelse. I januar 1707 var Jessen i Leipzig hos August og havde ligeledes audiens hos kongen af Sverige; han trådte i nær forbindelse med grev Carl Piper, men havde et vågent øje henvendt på Georg Heinrich von Görtz' intriger. I efteråret 1707 havde Jessen sin afskedsaudiens hos kong August.

### Sidste år
Hjemvendt til Danmark vedblev Jessen uden at beklæde noget embede at være en slags konsulent for regeringen i udenrigske og særlig i de gottorpske sager. I juni 1711 var han medlem af kommissionen, der nedsattes for at afgøre stridighederne i det slesvig-holstenske ridderskab. 30. april 1712 sluttede han med Görtz på hertugelig side den såkaldte rendsborger-fortolknings-reces, hvorved forskellige tvivlspunkter i det året tilforn afsluttede hamborger-forlig fandt deres afgørelse, og den gode forståelse mellem formynderregeringen og kongen for en stund stadfæstedes. 1713 udnævntes Jessen til præsident for det gottorpske kancelli og overretten i Slesvig by, nærmest en hvilestilling for den aldrende statsmand. Som sådan trådte han endnu en gang i forgrunden, idet man under forhandlingerne om Slesvigs indlemmelse i den danske krone afæskede hans betænkning. I denne råder han til at afskaffe landdagen og tilintetgøre hertugdømmets politiske særstilling.
I sine sidste leveår opholdt Jessen sig skiftevis i embedsbyen Slesvig og på sit gods Deutsch-Nienhof, som han havde købt 1694. Desuden ejede han godserne Klægsbøl (erhvervet 1681) og Binnenau i Oldenburg (skænket ham 1689 af Christian V). 1731 trak han sig på grund af sin høje alder og svagelighed tilbage fra sit embede, men døde endnu samme år 27. oktober i en alder af 83 år efter at have tjent Danmark i over et halvt århundrede.

## Sønner
Han og hustruen er begravet i domkirken i Lübeck. De efterlod sig tre sønner, af hvilke Conrad von Jessen (1684-1753), af kejseren udnævnt til rigsfriherre, var vicekansler i Glückstadt og konferensråd, og Johan von Jessen (1693-1733) var etatsråd og amtmand i Kolding Amt.
Han er gengivet som barn på forældrenes epitafium 1654 (Store Vi Kirke). Afbildet på Jacques d'Agars maleri af Højesteret (1697, De Danske Kongers Kronologiske Samling).